# 403 TCN
403 TCN là một năm trong lịch La Mã.